# Togba
Togba è un arrondissement del Benin situato nella città di Abomey-Calavi (dipartimento dell'Atlantico) con 22.859 abitanti (dato 2006).